# 北緯41度線
北緯41度線（ほくい41どせん）は、地球の赤道面より北に地理緯度にして41度の角度を成す緯線。ヨーロッパ、地中海、アジア、太平洋、北アメリカ、大西洋を通過する。この緯度の下では、夏至点時の可照時間は15時間8分で、冬至点時は9時間13分である。

## 通過する地域一覧
北緯41度線は、本初子午線から東に向かって以下の場所を通っている。
| 地理座標                                               | 国土・領土・領海   | 備考 |
| ------------------------------------------------------ | ------------------ | --- |
| 北緯41度0分 東経0度0分 / 北緯41.000度 東経0.000度      | スペイン           | |
| 北緯41度0分 東経0度56分 / 北緯41.000度 東経0.933度     | 地中海             | |
| 北緯41度0分 東経8度13分 / 北緯41.000度 東経8.217度     | イタリア           | アジナーラ島 |
| 北緯41度0分 東経8度16分 / 北緯41.000度 東経8.267度     | 地中海             | アジナーラ湾 |
| 北緯41度0分 東経8度52分 / 北緯41.000度 東経8.867度     | イタリア           | サルデーニャ島 |
| 北緯41度0分 東経9度39分 / 北緯41.000度 東経9.650度     | 地中海             | ティレニア海 - イタリア・ポンツィアーネ諸島の北を通過 |
| 北緯41度0分 東経13度57分 / 北緯41.000度 東経13.950度   | イタリア           | |
| 北緯41度0分 東経17度12分 / 北緯41.000度 東経17.200度   | アドリア海         | |
| 北緯41度0分 東経19度28分 / 北緯41.000度 東経19.467度   | アルバニア         | マケドニアとの国境はオフリド湖の中にある。 |
| 北緯41度0分 東経20度42分 / 北緯41.000度 東経20.700度   | 北マケドニア       | |
| 北緯41度0分 東経21度51分 / 北緯41.000度 東経21.850度   | ギリシャ           | |
| 北緯41度0分 東経26度20分 / 北緯41.000度 東経26.333度   | トルコ             | マルマラ海、イスタンブールを通過 |
| 北緯41度0分 東経37度52分 / 北緯41.000度 東経37.867度   | 黒海               | |
| 北緯41度0分 東経38度47分 / 北緯41.000度 東経38.783度   | トルコ             | |
| 北緯41度0分 東経39度46分 / 北緯41.000度 東経39.767度   | 黒海               | |
| 北緯41度0分 東経40度20分 / 北緯41.000度 東経40.333度   | トルコ             | |
| 北緯41度0分 東経43度32分 / 北緯41.000度 東経43.533度   | アルメニア         | |
| 北緯41度0分 東経45度10分 / 北緯41.000度 東経45.167度   | アゼルバイジャン   | バルフダリ（アルメニア領内のアゼルバイジャンの飛地） |
| 北緯41度0分 東経45度13分 / 北緯41.000度 東経45.217度   | アルメニア         | |
| 北緯41度0分 東経45度24分 / 北緯41.000度 東経45.400度   | アゼルバイジャン   | |
| 北緯41度0分 東経49度13分 / 北緯41.000度 東経49.217度   | カスピ海           | |
| 北緯41度0分 東経52度57分 / 北緯41.000度 東経52.950度   | トルクメニスタン   | |
| 北緯41度0分 東経61度58分 / 北緯41.000度 東経61.967度   | ウズベキスタン     | |
| 北緯41度0分 東経68度4分 / 北緯41.000度 東経68.067度    | カザフスタン       | |
| 北緯41度0分 東経68度31分 / 北緯41.000度 東経68.517度   | ウズベキスタン     | 約7km |
| 北緯41度0分 東経68度36分 / 北緯41.000度 東経68.600度   | カザフスタン       | 約12km |
| 北緯41度0分 東経68度45分 / 北緯41.000度 東経68.750度   | ウズベキスタン     | |
| 北緯41度0分 東経70度24分 / 北緯41.000度 東経70.400度   | タジキスタン       | 約10km |
| 北緯41度0分 東経70度31分 / 北緯41.000度 東経70.517度   | ウズベキスタン     | |
| 北緯41度0分 東経72度30分 / 北緯41.000度 東経72.500度   | キルギス           | |
| 北緯41度0分 東経76度50分 / 北緯41.000度 東経76.833度   | 中華人民共和国     | 新疆ウイグル自治区 |
| 北緯41度0分 東経77度30分 / 北緯41.000度 東経77.500度   | キルギス           | 約7km |
| 北緯41度0分 東経77度35分 / 北緯41.000度 東経77.583度   | 中華人民共和国     | 新疆ウイグル自治区 甘粛省 内モンゴル自治区 — フフホト市の20km北を通過 河北省 北京市 - 約7 km 河北省 遼寧省 吉林省 |
| 北緯41度0分 東経126度5分 / 北緯41.000度 東経126.083度  | 北朝鮮             | |
| 北緯41度0分 東経129度43分 / 北緯41.000度 東経129.717度 | 日本海             | |
| 北緯41度0分 東経140度19分 / 北緯41.000度 東経140.317度 | 日本               | 本州 — 青森県 |
| 北緯41度0分 東経141度23分 / 北緯41.000度 東経141.383度 | 太平洋             | |
| 北緯41度0分 西経124度7分 / 北緯41.000度 西経124.117度  | アメリカ合衆国     | カリフォルニア州 ネバダ州 ユタ州 ワイオミング州・ユタ州境 ワイオミング・コロラド州境 ネブラスカ州・コロラド州境 ネブラスカ州 アイオワ州 イリノイ州 インディアナ州 オハイオ州 ペンシルバニア州 ニュージャージー州 ニューヨーク州 コネチカット州 - 約1km |
| 北緯41度0分 西経73度39分 / 北緯41.000度 西経73.650度   | ロングアイランド湾 | |
| 北緯41度0分 西経72度35分 / 北緯41.000度 西経72.583度   | アメリカ合衆国     | ニューヨーク州 - ロングアイランド |
| 北緯41度0分 西経72度0分 / 北緯41.000度 西経72.000度    | 大西洋             | |
| 北緯41度0分 西経8度39分 / 北緯41.000度 西経8.650度     | ポルトガル         | |
| 北緯41度0分 西経6度54分 / 北緯41.000度 西経6.900度     | スペイン           | |

## アメリカ合衆国

州境になっている北緯41度線

アメリカ合衆国では北緯41度線はワイオミング州の南の境界（相手はユタ州とコロラド州）、およびネブラスカ州とコロラド州の境界の一部になっている。
1606年、イングランド国王ジェームズ1世はバージニア植民地を設立した。ジェームズ1世はロンドン会社に対し、「北緯34度線と北緯41度線の間の東海岸から西海岸まで」の植民を認める勅許状を与えた。最初の植民地ジェームズタウンはその範囲のほぼ中間の海岸に作られた。後にピルグリム・ファーザーズと呼ばれる入植者たちがバージニア入植地の北部を目指したが、北緯41度より北にあるケープコッドに辿り着き、プリマス植民地を開いた。
1664年、チャールズ2世は北緯41度線とハドソン川との交点をニュージャージー植民地とニューヨーク植民地の北東の境界とした。ニュージャージーの北の境界は、この交点とデラウェア川が最も東まで行く地点とを結ぶ線となった。